# 전쟁 영화 목록
다음은 전 세계에서 제작된 전쟁 영화 목록이다. 군인이 등장하더라도 액션 영화로 분류되는 것은 제외하였다.

## 고대 (A.D. 500년 이전)
- 센츄리온 Centurion (2010)
- 적벽대전 Red Cliff (2008)
- 마지막 군단 The Last Legion (2007)
- 300 (영화) 300 (2007)
- 알렉산더 Alexander (2004)
- Boudica: Warrior Queen (2003)
- 아소카 (영화) Asoka (2001)
- 글라디에이터 Gladiator (2000)
- 300 스파르탄 The 300 Spartans (1962)

## 중세 시대 (500-1500년)
- 시즌 오브 더 위치: 마녀 호송단 Season of the Witch (2011)
- 아이온크래드 Ironclad (2011)
- 로빈훗 Robin Hood (2010)
- 발할라 라이징 Valhalla Rising (2010)
- 블랙 데스 Black Death (2010)
- 1066: The Battle for Middle Earth (2009)
- 글래디에이터 - 템플 기사단 Arn: The Knight Templar (2007)
- 몽골 (영화) Mongol: The Rise of Genghis Khan (2007)
- 트리스탄과 이졸데 (영화) Tristan & Isolde (2006)
- 킹덤 오브 헤븐 Kingdom of Heaven (2005)
- 솔져 오브 갓 Soldier of God (2005)
- 킹 아더 King Arthur (2004)
- 잔 다르크 (1999년 영화) The Messenger: The Story of Joan of Arc (1999)
- 13번째 전사 The 13th Warrior (1999)
- 아이반호 Ivanhoe (1997)
- 브레이브 하트 Braveheart (1995)
- 헨리5세 Henry V (1989)
- 엑스카리버 Excalibur (1981)
- 워 로드 The War Lord (1965)
- 엘시드 El Cid (1961)

## 르네상스 시대 (1500-1700년)
- 알라트리스테 Alatriste (2006)
- 란 Ran (1985) - 일본
- 카케무샤 Kagemusha (1980) - 일본
- 용감한 미하이 Michael the Brave (1970)

## 18세기
- 노매드 (2005년 영화) Nomad (2005)
- 롭 로이 Rob Roy (1995)
- 라스트 모히칸 The Last of the Mohicans (1992)
- 배리 린든 Barry Lyndon (1975)

## 18세기 아메리카와 대영제국의 독립전쟁
- John Adams (2008)
- Benedict Arnold: A Question of Honor (2003)
- 패트리어트 The Patriot (2000)
- The Crossing (2000)
- April Morning (1988)
- Revolution (1985)
- 1776 (1972)
- The Devil's Disciple (1959)
- John Paul Jones (1959)
- Johnny Tremain (1957)
- The Howards of Virginia (1940)
- Drums Along the Mohawk (1939)

## 19세기 유럽과 식민지 전쟁
- 줄루 (영화) ZULU (1964년)
- 줄루 다운 - 줄루전쟁중 영국군 1700명이 몰살당한 이산들와나 전투내용포함
- 카슘 공방전 Khartoum ( (1966년)년)
- 나폴레옹 (1970년 영화) Waterloo (1970년)
- 사막의 라이온 Lion Of The Desert (1980년)
- 전쟁과 평화 (1956년 영화) - 톨스토이의 소설을 미국에서 제작한 영화. 오드리 헵번 등 주연
- 전쟁과 평화 (1968년 영화) - 톨스토이의 소설을 구 소련에서 제작한 영화.
- 전쟁과 평화 (1982년 영화) - 독일에서 제작한 영화
- 전쟁과 평화 (TV시리즈) - 영국의 BBC에서 제작한 TV시리즈 물
- 북경의 55일 (영화)
- 바람과 라이언

## 19세기 미국과 아메리카
- 메이저 던디 Major Dundee
- 신의 영웅들 (Gods & Generals)
- 알라모 (1960년 영화)
- 알라모 (2004년 영화)
- 영광의 깃발
- 존 웨인의 기병대
- 존 휴스톤의 전사의 용기 The Red Badge of Courage (1951년)
- 혁명아 자파타 (Viva Zapata!)

## 남북전쟁
- The Conspirator (2010)
- The Last Confederate: The Story of Robert Adams (2005)
- The Colt (2005)
- 콜드 마운틴 Cold Mountain (2003)
- Gods and Generals (2003)
- Ghost Brigade aka Grey Knight (2003)
- Wicked Spring (2002)
- 헌리호의 최후 The Hunley (1999)
- Ride with the Devil (1999)
- Andersonville (1996)
- Pharaoh's Army (1995)
- Class of '61 (1993)
- Sommersby (1993)
- 게티스버그 Gettysburg (1993)
- Glory (1989)
- North and South (1985)
- The Blue and the Gray (1982)
- Beulah Land (1980)
- Shenandoah (1965)
- An Occurrence at Owl Creek Bridge (1962)
- The Horse Soldiers (1959)
- The Red Badge of Courage (1951)
- 산타페 가도 (Santa Fe Trail, 1940)
- 바람과 함께 사라지다 Gone with the Wind (1939)

## 제1차 세계 대전
- 갈리폴리 gallipoli (1981년)
- 닥터 지바고 Doctor Zhivago (1965년)
- 데스워치 Deathwatch (2002년)
- 로스트 바탈리언 The lost Battalion (2001년)
- 병기고 (Arsenal)
- 블루 맥스 The Blue Max (1966년)
- 서부 전선 이상 없다 (1930년 영화) Im Westen nichts Neues (1930년)
- 서부 전선 이상 없다 (1979년 영화) Im Westen nichts Neues (1979년)
- 서부 전선 이상 없다 (2022년 영화)
- 아라비아의 로렌스 (1962년)
- 영광의 길 Paths of Glory (1957년)
- Beneath Hill 60 (2010)
- The Red Baron (2010)
- Passchendaele (2008)
- My Boy Jack (2007)
- Flyboys (2006)
- Joyeux Noel (2005)
- A Very Long Engagement (2004)
- Company K (2004)
- The Trench (1999)
- All the King's Men (1999)
- Behind The Lines (1997)
- 1915 (1982)
- All Quiet on the Western Front (1979)
- Aces High (1976)
- What Price Glory (1952)
- 1917 (2020)

## 스페인 내전
- 누구를 위하여 종은 울리나 For Whom the Bell Tells (1943)
- 마리포사 La Lengua De Las Mariposas, Butterfly Tongues (2000)
- 랜드 앤 프리덤 Land and Freedom (1996)
- 판의 미로 - 오필리어와 세개의 열쇠 El Laberinto del Fauno Pan's Labyrinth (2006)

## 제2차 세계 대전
- 겨울전쟁 Winter War (1989년)
- 고성을 사수하라 Castle Keep(1969년)
- 데이 워 익스펜더블 They Were Expendable (1945년)
- 그레이트 레이드 The Great Raid (2005년)
- 급행탈출 Von Ryan`s Express (1965년)
- 나바론 요새 Guns Of Navarone (1961년)
- 나바론 요새2 Force 10 from Navarone (1978년)
- 존 웨인의 진주만 Operation Pacific (1951년)
- 다크 블루 월드 Dark Blue World(2001년)
- 대탈주 The Great Escape (1963년)
- 댐 버스터 The Dam Busters (1955년)
- 더티 더즌 The dirty dozen (1967년)
- 도라 도라 도라 Tora Tora Tora (1970년)
- 독수리 착륙하다 The Eagle Has Landed (1976년)
- 독수리 요새 Where Eagles Dare (1968년)
- 디데이 D-Day the Sixth of June (1956년)
- 라이언 일병 구하기 Saving Private Ryan (1998년)
- 랜드 앤 프리덤 Land and Freedom (1995년)
- 레마겐의 철교 Bridge Remagen (1969)
- 롬멜 습격작전 Raid on Rommel (1971년)
- 리비아 상륙작전 To the Shores of Tripoli (1943년)
- 맥아더 MacArthur (1977년)
- 머나먼 다리 A Bridge too Far (1977년)
- 머더 나이트 Mother Night(1996년)
- 멤피스벨 Memphis Belle (1990년)
- 몬테주마 전투 Halls of Montezuma (1951년)
- 몰락 Der Untergang (2004년)
- 미드웨이 Midway (1976년)
- 공군대전략 Battle of Britain (1968년)
- 밴드 오브 브라더스 Band of Brothers (2001년)
- 벌지 대전투 Battle of the Bulge (1965년)
- 베드포드 사건 The Bedford Incident (1965년)
- 불타는 전장 To Hell and Back (1955년)
- 빌로우 Below (2002년)
- 발키리 Valkyrie (2008년)
- 사막의 여우 롬멜 The Desert Fox: The Story Of Rommel (1951년)
- 사막의 대진격 Desert Rats (1953년)
- 사하라 Sahara (1995년)
- 샬롯트 그레이 Charlotte Gray (2001년)
- 새벽의 7인 Operation Daybreak (1975년)
- 샌드 오브 일로지마 Sands of IWO JIMA, (1949년)
- 세인트 앤 솔져스 Saints and Soldiers (2003년)
- 쉰들러 리스트 Schindler's List (1993년)
- 씬 레드 라인 The Thin Red Line (1964년)
- 씬 레드 라인 The Thin Red Line (1998년)
- 스탈린그라드: 최후의 전투 Stalingrad (1993년)
- 안지오의 영웅들 Anzio (1968년)
- 어텍 Attack! (1956년)
- 에너미 앳더 게이트 Enemy at the Gates (2001년)
- 에니그마 Enigma (2001년)
- 언더그라운드 (1995년 영화) Underground (1995년)
- 워크 인더 선 A Walk in the Sun (1945년)
- 윈드 토커 Wind Talkers (2002년)
- 유로파 유로파 Europa Europa (1990년)
- 인생은 아름다워 Life is Beautiful (1997년)
- 잔인한 바다 The Cruel Sea (1953년)
- 제 17 포로수용소 Stalag 17 (1953년)
- 전장의 메리 크리스마스 Merry Christmas Mr. Lawrence미 (1983년)
- 정오의 출격 Twelve O`clock High (1949년)
- 존 웨인의 진주만 Operation Pacific (1951년)
- 지상에서 영원으로 From Here to Eternity (1953년)
- 지상 최대의 작전 The Longest Day (1962년)
- 지옥의 영웅들 The Big Red One (1980년)
- 진주만 Pearl Harbor (2001년)
- 천국과 지옥사이 Between Heaven And Hell (1956년)
- 철십자 훈장 Cross of Iron (1977년)
- 컴 앤 씨 Come And See (1985년)
- 케인호의 반란 The Caine Mutiny (1954년)
- 콰이 강의 다리 The bridge on the river Kwai (1957년)
- 콰이 강의 다리 2 Return From The River Kwai (1988년)
- 코렐리의 만돌린 Captain Corelli's Mandolin (2001년)
- 탈주특급 Von Ryan's Express (1965년)
- 특전 유보트 Das Boot (1981년)
- 파리는 불타고 있는가 Is Paris Burning (1966년)
- 패튼 대전차 군단 Patton (1970년)
- 퍼플 선셋 Purple Sunset (2001년)
- 피아니스트 The Pianist (2002년)
- 태양의 제국 Empire Of The Sun (1987년)
- 하트의 전쟁 Hart's War (2002년)
- 햄버거힐2 Hamburgerhill2 (1998년)
- 휴전 A Midnight Clear (1991년)
- U-571 (2000년)
- 633 폭격대 633 Squadron (1964년)
- 미드웨이 (2019)

## 한국전쟁
- 인천상륙작전
- 포화 속으로 (2010년)
- 태극기 휘날리며 (2004년)
- 원한의 도곡리 다리
- 오, 인천 (1981년)
- 돌아오지 않는 해병
- 야전병원 (영화)
- 남부군 (1990년 영화) (1990년)
- 빨간 마후라 (영화) (1964년)
- 고지전 (2011년)
- 장사리 : 잊혀진 영웅들 (2019/9/25)
- The Forgotten (2003)
- MacArthur (1977)
- M.A.S.H (1970)
- The Manchurian Candidate (1962)
- War Hunt (1962)
- Pork Chop Hill (1959)
- The Hunters (1958)
- Men in War (1957)
- The Bridges at Toko-Ri (1954)
- The Steel Helmet (1951)
- Fixed Bayonets! (1951)

## 베트남 전쟁
- 굿모닝 베트남 Good Morning Vietnam)
- 그린 드래곤 (Green Dragon)
- 그린 베레 (Green Beret)
- 노 맨스 랜드 No Man's Land (2001년)
- 디어헌터 The Deer Hunter (1979년)
- 버디 Birdy (1984년)
- 전쟁의 사상자들 Casualties of War (1989년)
- 지옥의 묵시록 Apocalypse Now Redux (2001년)
- 알포인트 R-POINT (2004년)
- 위 워 솔저스 We Were Soldiers (2002년)
- 타이거랜드 Tigerland (2000년)
- 킬링 필드 The Killing Fields (1984년)
- 포 페더스 The Four Feathers (2002년)
- 플래툰 Platoon (1986년)
- 풀 메탈 자켓 Full Metal Jacket1987
- 햄버거힐 Hamburger Hill (1987년)
- 하얀 전쟁
- 7월 4일생
- 님은 먼곳에 (2008년)
- Tunnel Rats (2008)
- Rescue Dawn (2006)
- Tigerland (2000)
- A Bright Shining Lie (1998)
- Flight of the Intruder (1991)
- Born on the Fourth of July (1989)
- Casualties of War (1989)
- Bat 21 (1988)

## 걸프전
- 자헤드 Jarhead (2006)
- Three Kings (1999)
- Courage Under Fire (1996)

## 아프가니스탄 전쟁
- Brothers (2009)
- The Objective (2008)
- The Kite Runner (2007)
- Lions for Lambs (2007)

## 이라크 전쟁
- 그린 존 Green Zone (2010)
- The Messenger (2009)
- 허트로커 The Hurt Locker (2009)
- 제너레이션 킬 Generation Kill (2008)
- Battle for Haditha (2007)
- The Mark of Cain (2007)
- Redacted (2007)
- In the Valley of Elah (2007)
- Home of the Brave (2006)
- Valley of the Wolves: Iraq (2006)
- American Soldiers (2005)
- Over There (2005)

## 1950년 대 이후
- 네이비씰
- 붉은 10월 The Hunt For Red October (1990년)
- 블랙 호크 다운 Black Hawk Down (2002년) - 소말리아의 모가디슈 전투
- 빨간 마후라 2
- 라스페기
- 세이비어 Savior (1999)
- 알제리 전투 La Battaglia di Algeri (1965년)
- 에너미 라인스
- 영광의 탈출 Exodus (1960년)
- 유령
- 커리지 언더 파이어
- 크림슨 타이드 Crimson Tide (1995)
- 태양의 눈물 Tears Of The Sun (2003년)
- 팔레스타인의 영웅 Cast a Giant Shadow
- DMZ 비무장지대

## 같이 보기
- 전쟁 영화
- 시대극